# Bis(2-ethylhexyl)amin
Bis(2-ethylhexyl)amin ist eine chemische Verbindung aus der Gruppe der aliphatischen Amine.

## Gewinnung und Darstellung
Bis(2-ethylhexyl)amin kann durch aminierende Hydrierung von 2-Ethylhexanal bei ca. 200 bar und ca. 200 °C und anschließende Destillation des Rohproduktes hergestellt werden.

## Eigenschaften
Bis(2-ethylhexyl)amin ist eine brennbare, schwer entzündbare, farblose Flüssigkeit mit aminartigem Geruch, die praktisch unlöslich in Wasser ist.

## Verwendung
Bis(2-ethylhexyl)amin (BEA) wurde für die Synthese von stabilen Cadmiumsulfid-Partikeln in Nanogröße verwendet, die mit einer orientierten Monolage von chemisch gebundenen BEA-Molekülen beschichtet sind. Es wird auch in der chemischen Industrie als Zwischenprodukt bei der Herstellung von Textilhilfsmitteln, Farbstoffen, Pestiziden, Polymeren, Polykondensationsprodukten, Korrosionsinhibitoren und Erdöladditiven und als Stabilisator für organische Halogenverbindungen verwendet.